# Pompás szivarfa

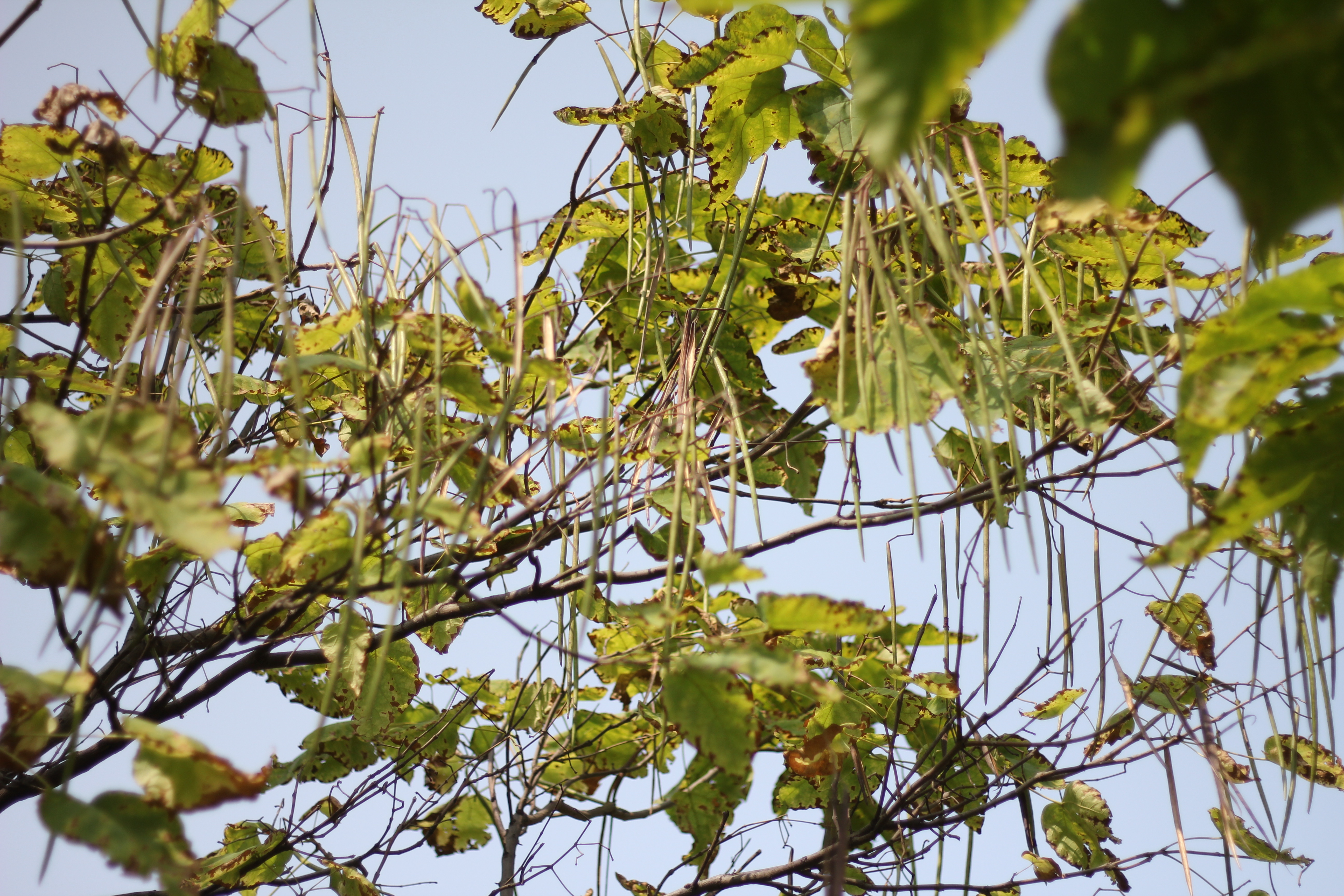
Termései (Niš, Čair Park)

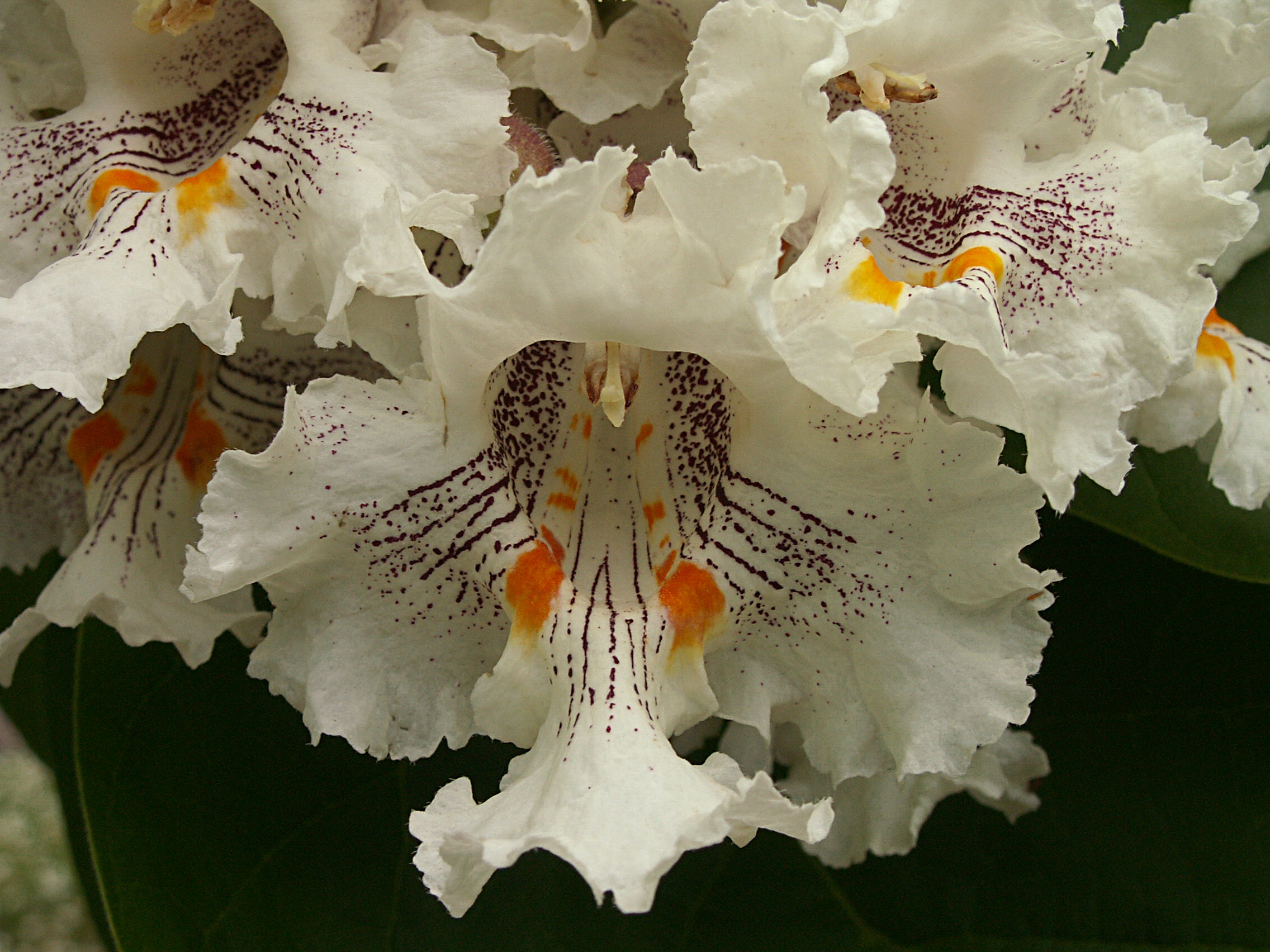
Egy virága (Pittsburgh, Homewood temető)

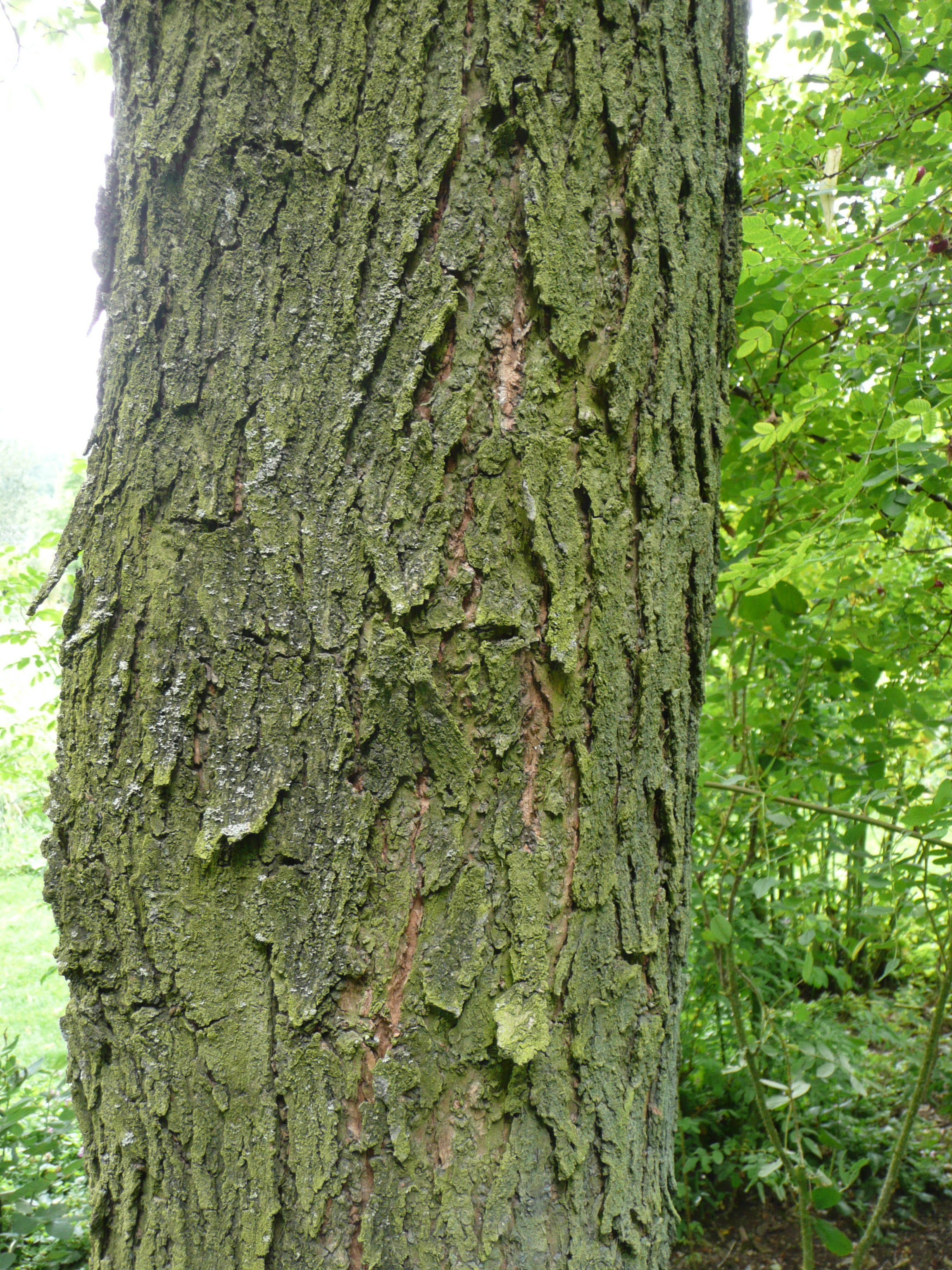
Törzse

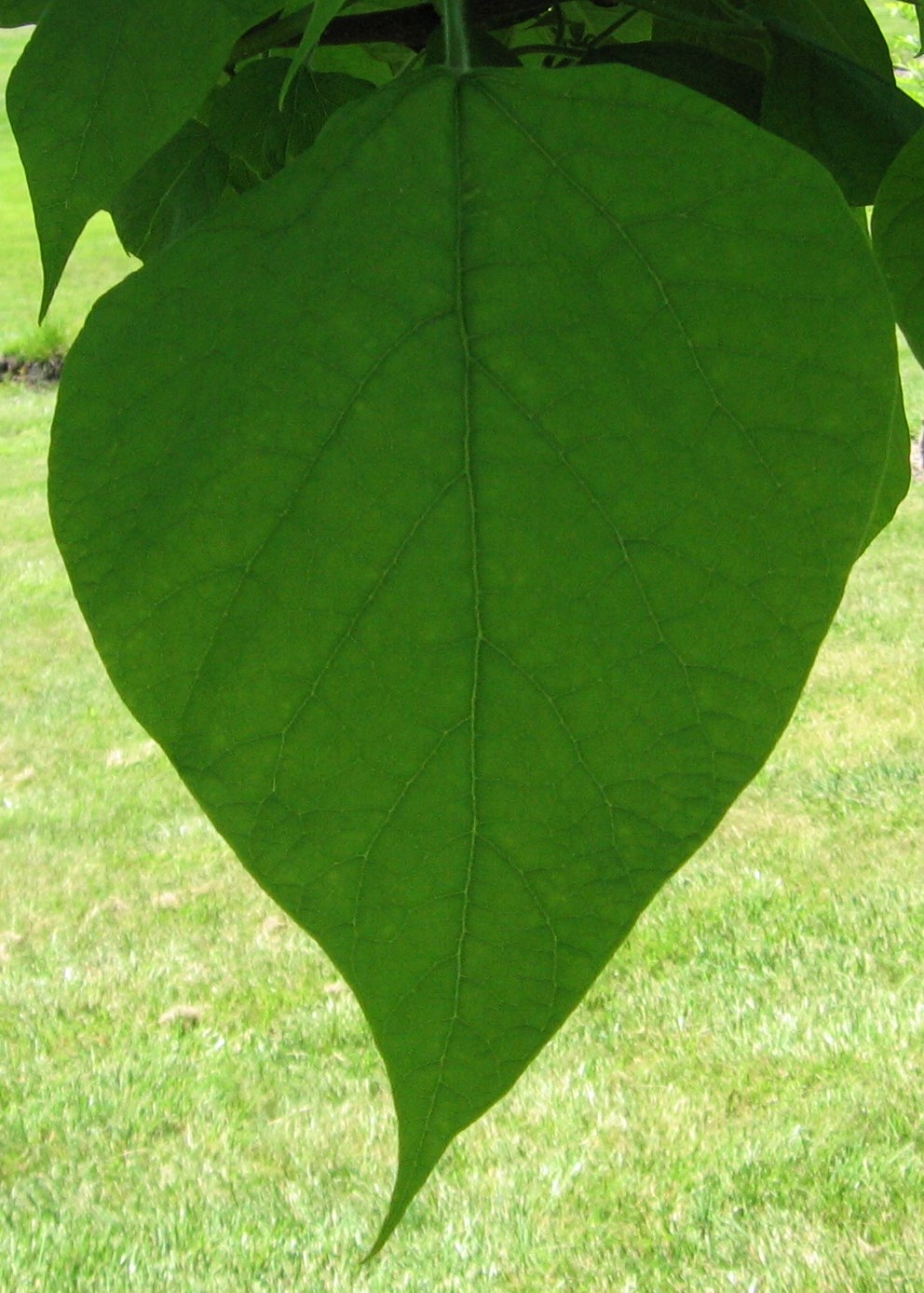
Egy levele

A pompás szivarfa (nagylevelű sziverfa, Catalpa speciosa) az ajakosvirágúak (Lamiales) rendjébe sorolt szivarfafélék (Bignoniaceae) családjában a szivarfa (Catalpa) nemzetség egyik faja.

## Származása, elterjedése
1880-ban fedezték fel a Mississippi mentén, az Ohio torkolatvidékén. Eredeti élőhelye Aknasastól Délnyugat-Indianáig terjed. Dísznövényként mára sokfelé, így Európában is ültetik — egy példány Budapesten, a Füvészkertben is megtekinthető.
A latin „speciosa” szó magyarul feltűnőt jelent.

## Megjelenése, felépítése
Európában mintegy 20 m magasra nő meg, eredeti élőhelyén akár 30 m-ig is. Törzse gyakran egyenesen felfelé tör; rövid, görbe ágai keskeny csúcsban futnak össze. Szürke kérgét függőleges, meglehetősen széles és mély, pikkelyes bordák tagolják.
Szagtalan levelei a szívlevelű szivarfa (Catalpa bignonioides) leveleinél hosszabbak és sötétebbek. Válluk többnyire mélyen szíves, csúcsuk kihegyesedik. A felnőtt fákon időnként kis oldalkaréjaik fejlődnek ki. Fonákukat sűrű, barna szőrzet borítja; a fiatal levelek nyele is szőrös.
Virágai nagy, laza bugákban nyílnak. Hüvelytermése 20–40 cm hosszú és 10–12 mm vastag.

## Életmódja, termőhelye
Lombhullató. A szennyezett levegőt jól viseli, városokba is ültethető.
Virágai kevéssel a szívlevelű szivarfa virágai előtt nyílnak.

## Alfajok, változatok
A C. bungei (C. fargesii) f. duclouxii fiatal hajtásai eleve kopaszok.

## Fordítás
Ez a szócikk részben vagy egészben  a   Catalpa speciosa című angol Wikipédia-szócikk ezen változatának fordításán alapul.  Az eredeti cikk szerkesztőit annak laptörténete sorolja fel. Ez a jelzés csupán a megfogalmazás eredetét és a szerzői jogokat jelzi, nem szolgál a cikkben szereplő információk forrásmegjelöléseként.